# Garcia Rodrigues de Sequeira
Garcia Rodrigues de Sequeira (fl. 1431- 1492), também escrito como Garcia Rodrigues de Siqueira, foi um fidalgo português, frei, filho de D. Fernão Rodrigues de Siqueira, último Grão-Mestre da Ordem de Avis eleito.  
Tendo, como o pai, professado na Ordem de São Bento de Avis, foi Comendador-Mor da Ordem de Avis, tendo ocupado este cargo até à sua morte. Foi, também, Fidalgo da Casa Real, Procurador às Cortes de Lisboa, e Alcaide-Mor de Alandroal, encabeçando o grupo a favor do rei no seio da Ordem de Avis, tendo participado na Batalha da Alfarrobeira do lado de D. Afonso V. 
Nomeado Comendador-Mor da Ordem de Avis, no ano de 1431, após a morte de D. Lopo Vasques.
Com a morte de D. Duarte I, e com a consequente rebeldia dos nobres portugueses relativamente ao acordo de Regência tomado, em 1440 tomou o Crato e fortificou-o preparando-o para uma defesa.
No entanto, acaba por render a praça com a chegada do exército dos infantes.
Em documento real, datado de 14 de fevereiro de 1445, consta como Contador-Mor da Ordem de Avis e Conselheiro Real. 
Com a guerra entre o Regente D. Pedro e do jovem rei D. Afonso V, Garcia encabeça o grupo dentro da Ordem de Avis a favor de D. Afonso V, de modo a tentar deste modo confirmar os privilégios, defender e ampliar os privilégios e património da ordem. 
A 18 de março de 1451, é redigido um documento, escrito pelo Rei, a confirmar os privilégios da Ordem a Garcia, Comendador-Mor da mesma, e em 26 de janeiro de 1469, D. Afonso V aprova os novos estatutos da Ordem sob a orientação deste. 
Teve pelo menos três filhos, Rui de Sequeira, filho natural, a quem D. Afonso V confirmou a doação do jantar de S. Vicente da Beira, em Fevereiro de 1472, João de Sequeira e Fernão Rodrigues de Sequeira, futuro frei da Ordem de Avis, como o pai e avô. 
Faleceu em 1492.